# Truncatella stimpsonii
Truncatella stimpsonii är en snäckart som beskrevs av Robert Edwards Carter Stearns 1872. Truncatella stimpsonii ingår i släktet Truncatella och familjen Truncatellidae. Inga underarter finns listade i Catalogue of Life.